# جیمسون راجرز
جیمسون راجرز  (زاده ۱۷ اکتبر ۱۹۸۷) خواننده و ترانه‌سرای آمریکایی در سبک موسیقی کانتری است که با شرکت‌های کلمبیا نشویل/ریور هاوس قرارداد امضا کرده است، اولین تک‌آهنگ او «چند دختر» است که در بیلبورد کانتری پخش شد.

## اوایل زندگی
جیمسون راجرز در بتسویل، میسیسیپی، ایالات متحده بزرگ شد. راجرز عاشق بیسبال و موسیقی بود و قبل از اتمام کالج در دانشگاه می‌سی‌سی‌پی جنوبی در کالج می‌سی‌سی‌پی شمال غربی بازی می‌کرد.

راجرز شروع به نوشتن آهنگ و اجرا کرد، و در زمان آماتوری خود چند طرفدار محلی پیدا کرد. او بعدتر در سال ۲۰۱۰ با دوستش به نشویل نقل مکان کرد و هرگز آن‌جا را ترک نکرد.

## ترانه‌شناسی

### آلبوم‌ها
آلبوم شرط می‌بندم اهل یک شهر کوچک هستید (۲۰۲۱)، شماره ۱۸۲ بیلبورد ۲۰۰ ایالات متحده  و شماره ۲۳ آلبوم برتر کشور ایالات متحده شده است.

### تک‌آهنگ‌ها
| سال  | تک‌آهنگ                                          | موفقیت ها    | موفقیت ها           | موفقیت ها     | موفقیت ها             | موفقیت ها       |                   | آلبوم                            |
| سال  | تک‌آهنگ                                          | ایالات متحده | ترانه‌های داغ کانتری | کانتری ایرپلی | ۱۰۰ تک‌آهنگ داغ کانادا | جدول‌های بیلبورد | گواهینامه ها      | آلبوم                            |
| ---- | ----------------------------------------------- | ------------ | ------------------- | ------------- | --------------------- | --------------- | ----------------- | -------------------------------- |
| ۲۰۱۹ | چند دختر »                                      | ۲۹           | ۵                   | ۱             | ۴۹                    | ۳               | • RIAA: پلاتینیوم | شرط می‌بندم اهل یک شهر کوچک هستید |
| ۲۰۲۰ | «آبجو خنک نامم را صدا می‌کند» (با حضور لوک کومز) | ۲۶           | ۳                   | ۱             | ۶۱                    | ۷               |                   | شرط می‌بندم اهل یک شهر کوچک هستید |
| ۲۰۲۱ | "گمشده"                                         | -            | -                   | ۵۱            | -                     | -               |                   | شرط می‌بندم اهل یک شهر کوچک هستید |